# Peperomia aguilae
Peperomia aguilae är en pepparväxtart som beskrevs av Trel. & Yunck.. Peperomia aguilae ingår i släktet peperomior, och familjen pepparväxter. Inga underarter finns listade i Catalogue of Life.